# Wangdong
Wangdong (kinesiska: 往洞, 往洞乡) är en socken i Kina. Den ligger i provinsen Guizhou, i den sydvästra delen av landet, omkring 220 kilometer öster om provinshuvudstaden Guiyang. Antalet invånare är 16826. Befolkningen består av 7 507 kvinnor och 9 319 män. Barn under 15 år utgör 23,0 %, vuxna 15-64 år 68 %, och äldre över 65 år 8,0 %.